# Cappella funeraria di Andrea Mantegna

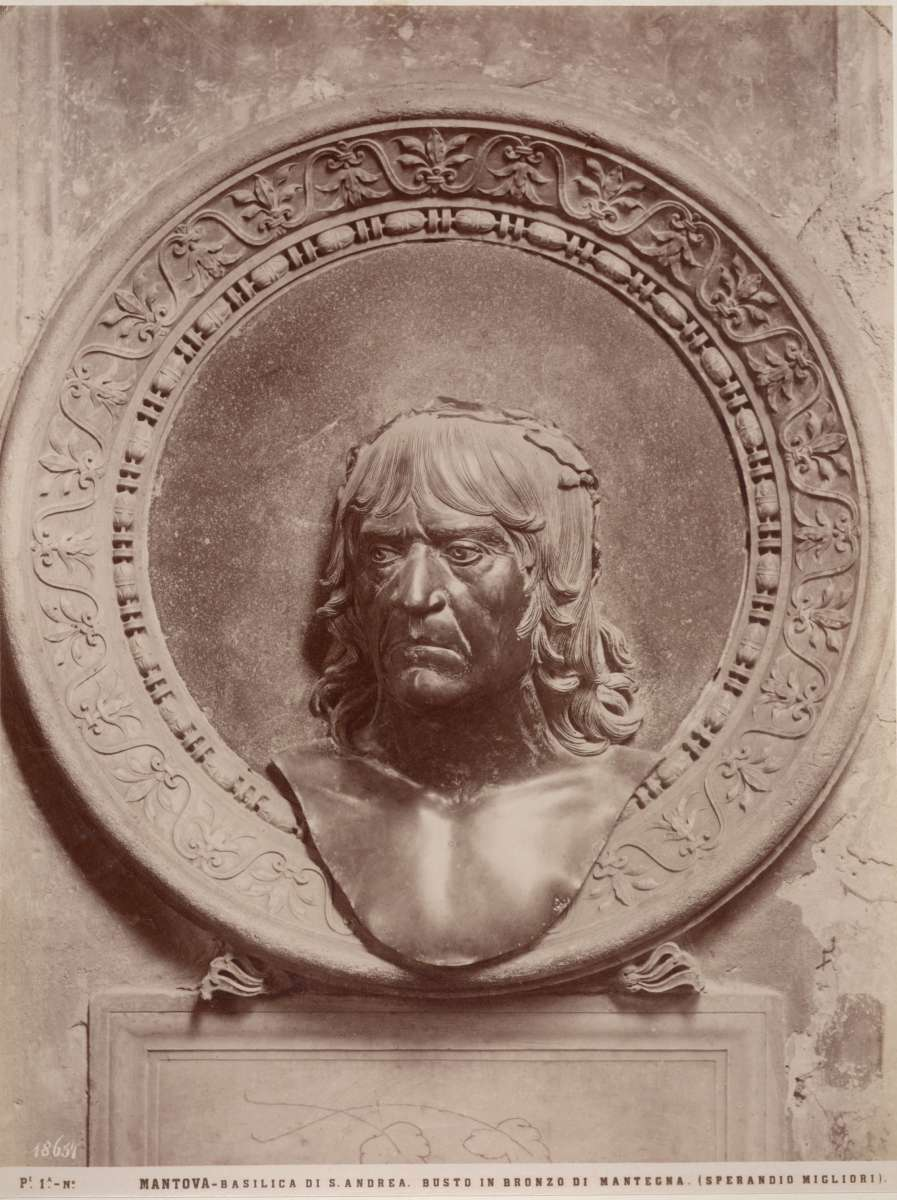
Busto di Andrea Mantegna (attribuzioni: Gian Marco Cavalli, Andrea Mantegna, Sperandio Savelli, Sperandio Miglioli), scultura in bronzo, fine XV secolo.

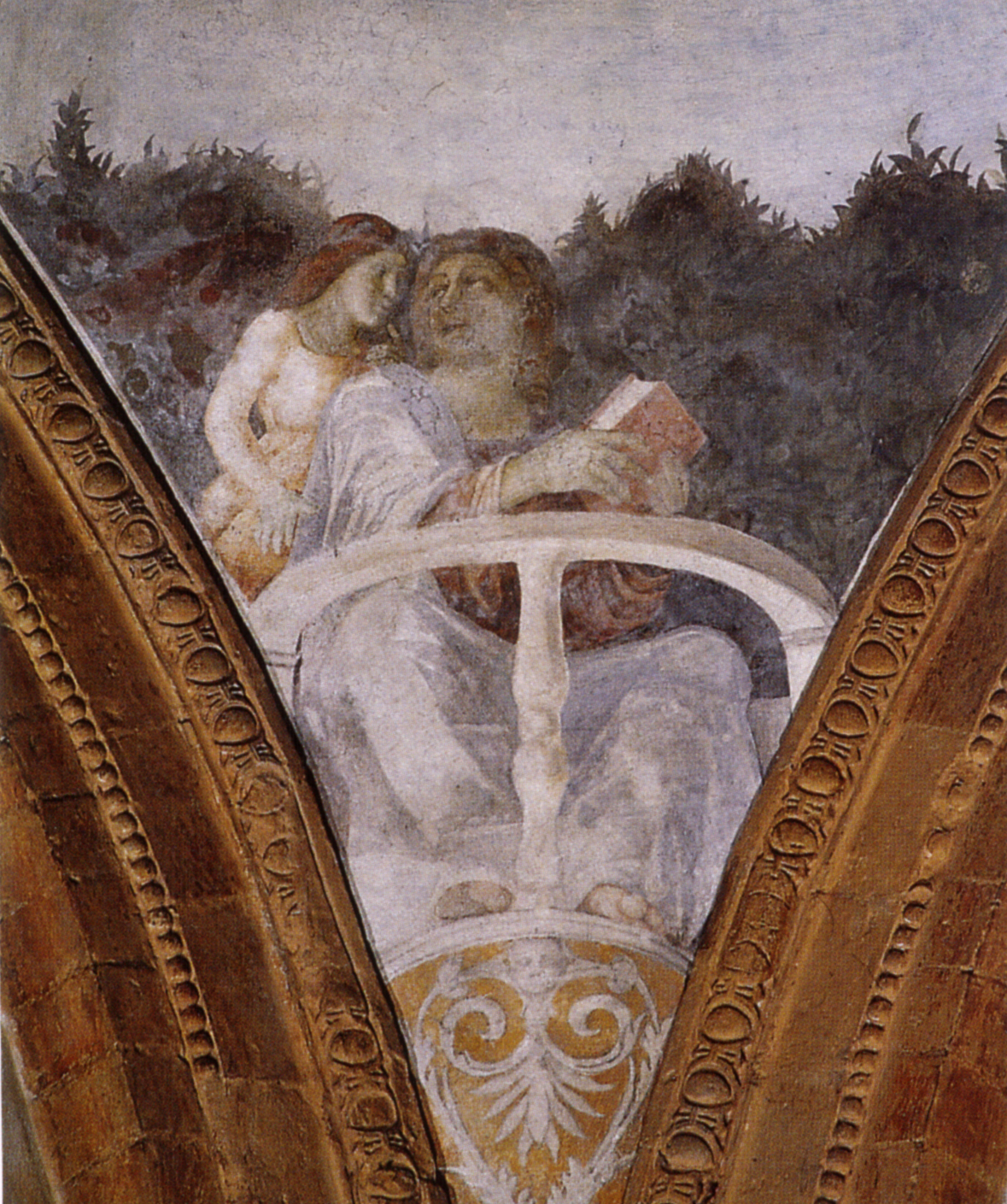
Correggio, San Matteo e l'angelo

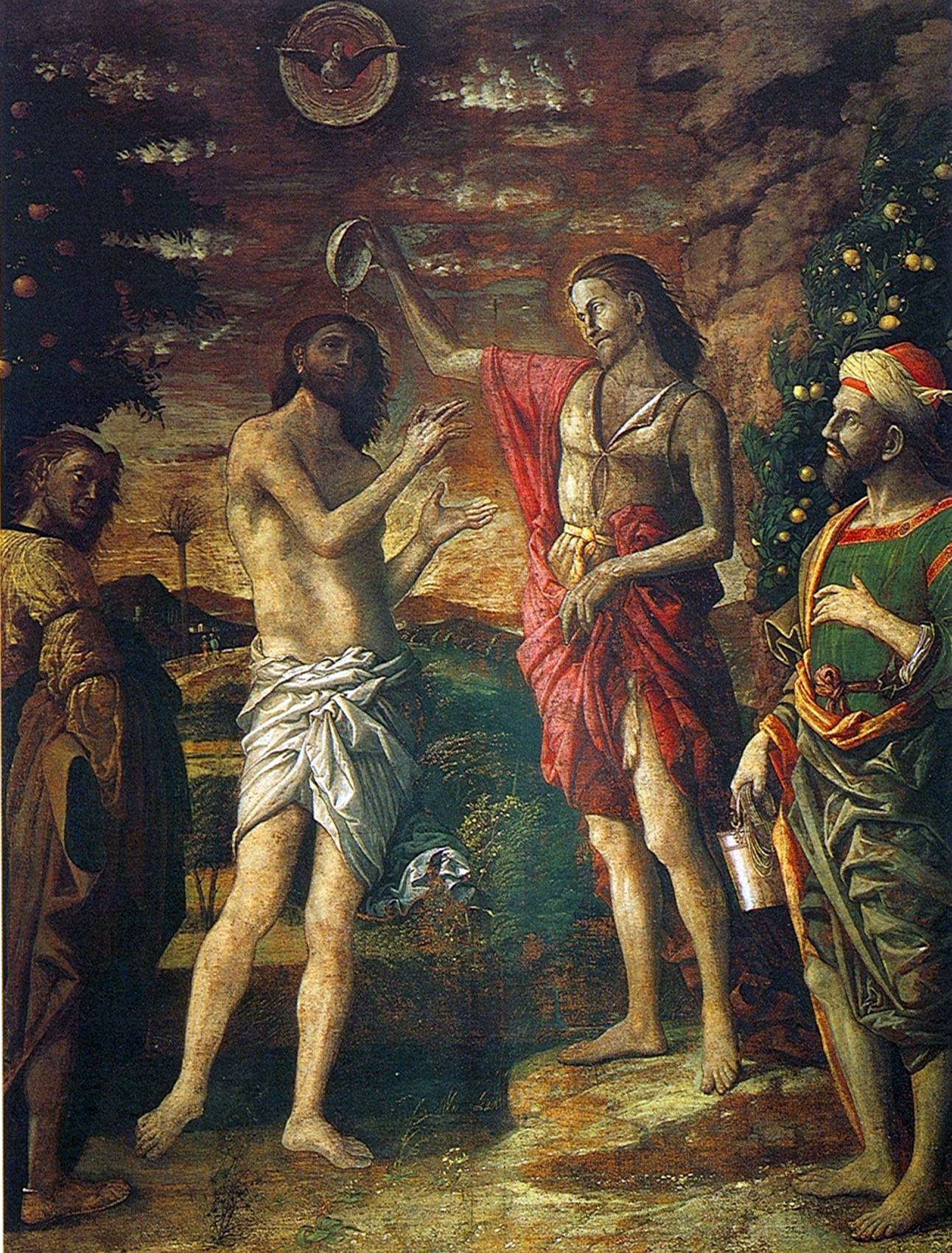
Mantegna e aiuti, Battesimo di Cristo

La cappella funeraria di Andrea Mantegna si trova nella basilica di Sant'Andrea a Mantova. Fu affrescata verso il 1507 dal giovane Correggio e presenta anche due lavori del Mantegna: il Battesimo di Cristo (1506) e la Sacra Famiglia e famiglia del Battista (1504-1506).

## Storia
Il prestigio assoluto di Mantegna, pittore di corte dei Gonzaga per più di quarant'anni, fece sì che alla sua morte fosse predisposta una cappella funeraria nella basilica di Sant'Andrea, basilica marchionale, e che venisse fatta decorare dai figli dell'artista, Ludovico e Francesco, e da un giovane pittore che forse si trovava in città già alla morte del vecchio artista, Antonio Allegri da  Correggio al quale spettò probabilmente l'ideazione del complesso decorativo e una buona parte della stesura. 
Venne scelta la prima cappella a sinistra della navata albertiana e vi furono collocati i due dipinti avviati dall'artista nell'ultima fase produttiva. Il Battesimo di Cristo in particolare, destinato all'altare maggiore, venne molto probabilmente completato dal figlio del Mantegna, Francesco. 
In generale la cappella doveva ispirarsi allo schema della perduta cappella di Innocenzo VIII al Belvedere in Vaticano, dipinta nel 1488-1490 e distrutta nel XVIII secolo. Descrizioni antiche vi ricordano, tra l'altro, le Storie di san Giovanni Battista, i finti marmi e la finta intelaiatura architettonica, con cupoletta, festoni, putti, cherubini, ecc.

## Descrizione
La cappella ha forma quadrangolare, con una cupoletta poggiante su tre lunettoni tra pennacchi triangolari. Al centro si trova lo stemma concesso al Mantegna in un tondo tra un finto pergolato su cui si aprono affacci con vasi di fiori: un evidente tributo ai giochi illusionistici della volta della Camera degli Sposi. Alla base della cupola corre un fregio antichizzante, con girali vegetali e forme a pelta, un tipo di scudo greco. 
Nei pennacchi si trovano i quattro evangelisti affacciati su balconcini illusionisticamente proiettati verso lo spettatore, ciascuno col suo simbolo totemico del tetramorfo. Negli angoli si trovano finti bassorilievi con elementi vegetali all'antica, che richiamano la passione antiquaria del Mantegna, uniti da una finta decorazione marmorea che simula lo spessore della cornice della cupola. Ovunque, nella cupola come nei pennacchi, ricorre il tema dell'agrumeto, che fa da sfondo anche alla tela della Sacra Famiglia e famiglia del Battista e del Battesimo, presenti in cappella, e che fu spesso usato dal Mantegna nella sua tarda attività. Se la cupola è talvolta attribuita ai figli di Mantegna, gli evangelisti dovrebbero essere di mano del Correggio. 
I lunettoni presentano nicchie a forma di conchiglia con medaglioni ovali che mostrano scene della vita del Battista, titolare della cappella. Si tratta di scene a monocromo, con un risalto prospettico adattato, nel caso delle scene laterali, per una visione di sbieco, altro omaggio ai monocromi dell'ultima produzione di Mantegna e alla sua passione per la prospettiva.
La tomba reca, sulla sinistra, il Busto di Andrea Mantegna, scultura in bronzo della fine del XV secolo, di incerta attribuzione.

## Altre immagini

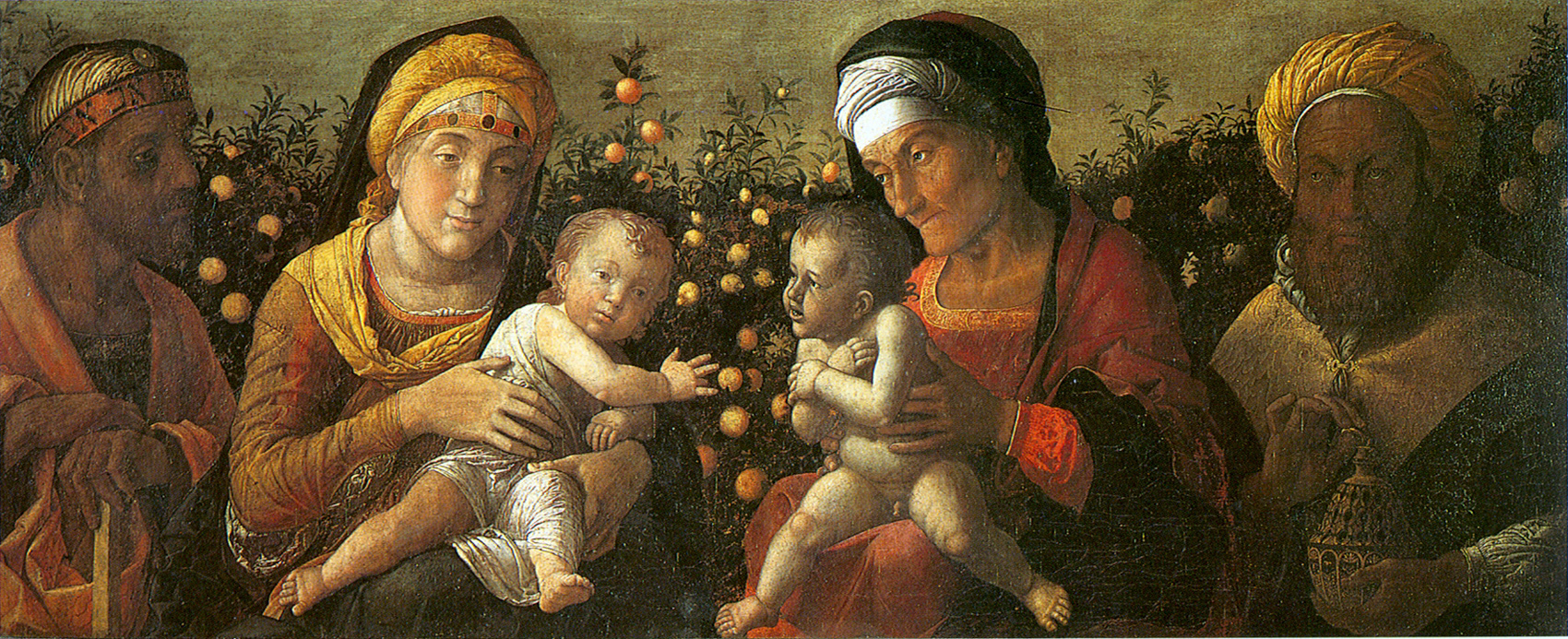
Mantegna, Sacra Famiglia e famiglia del Battista
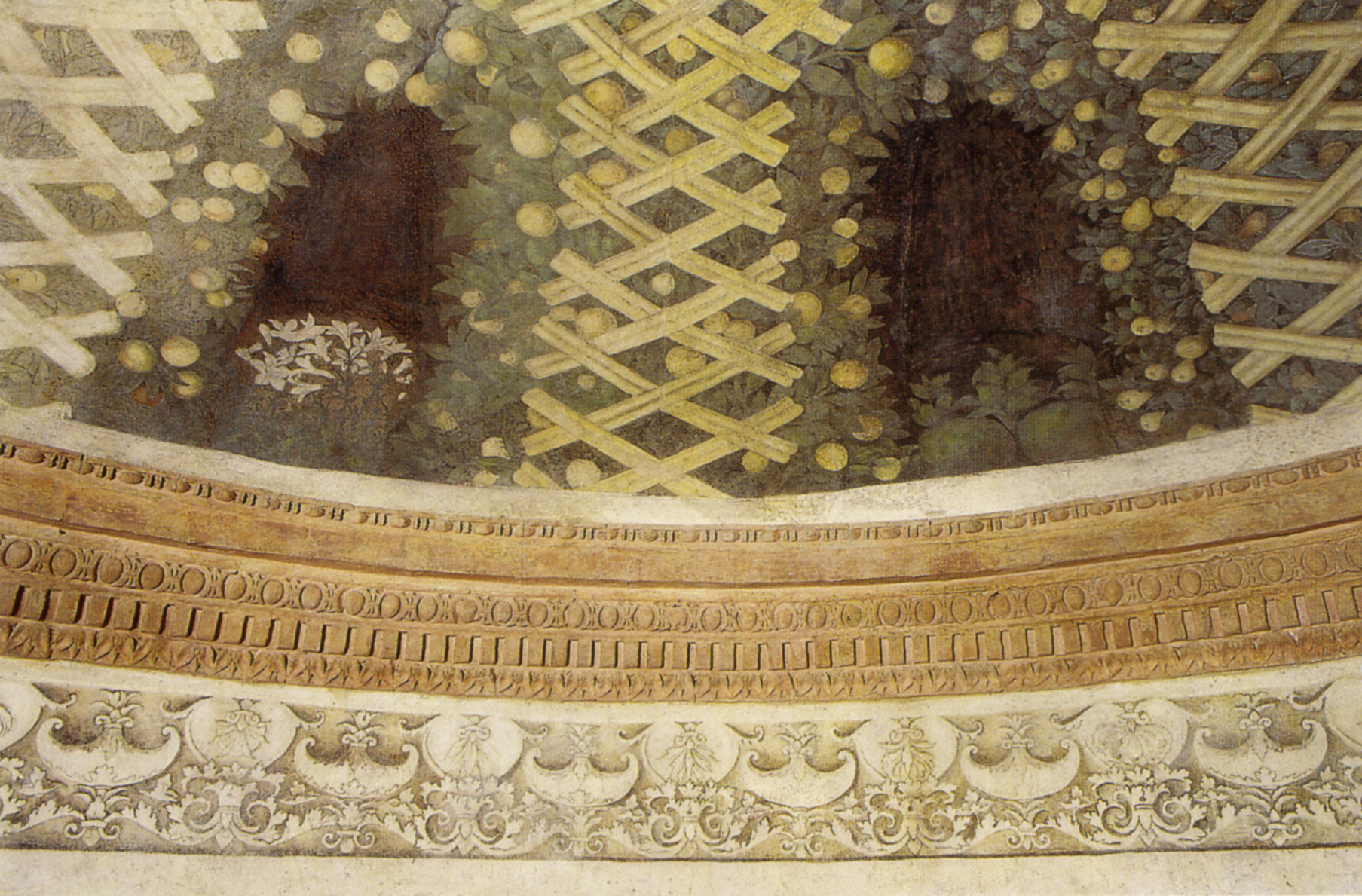
Base della cupola
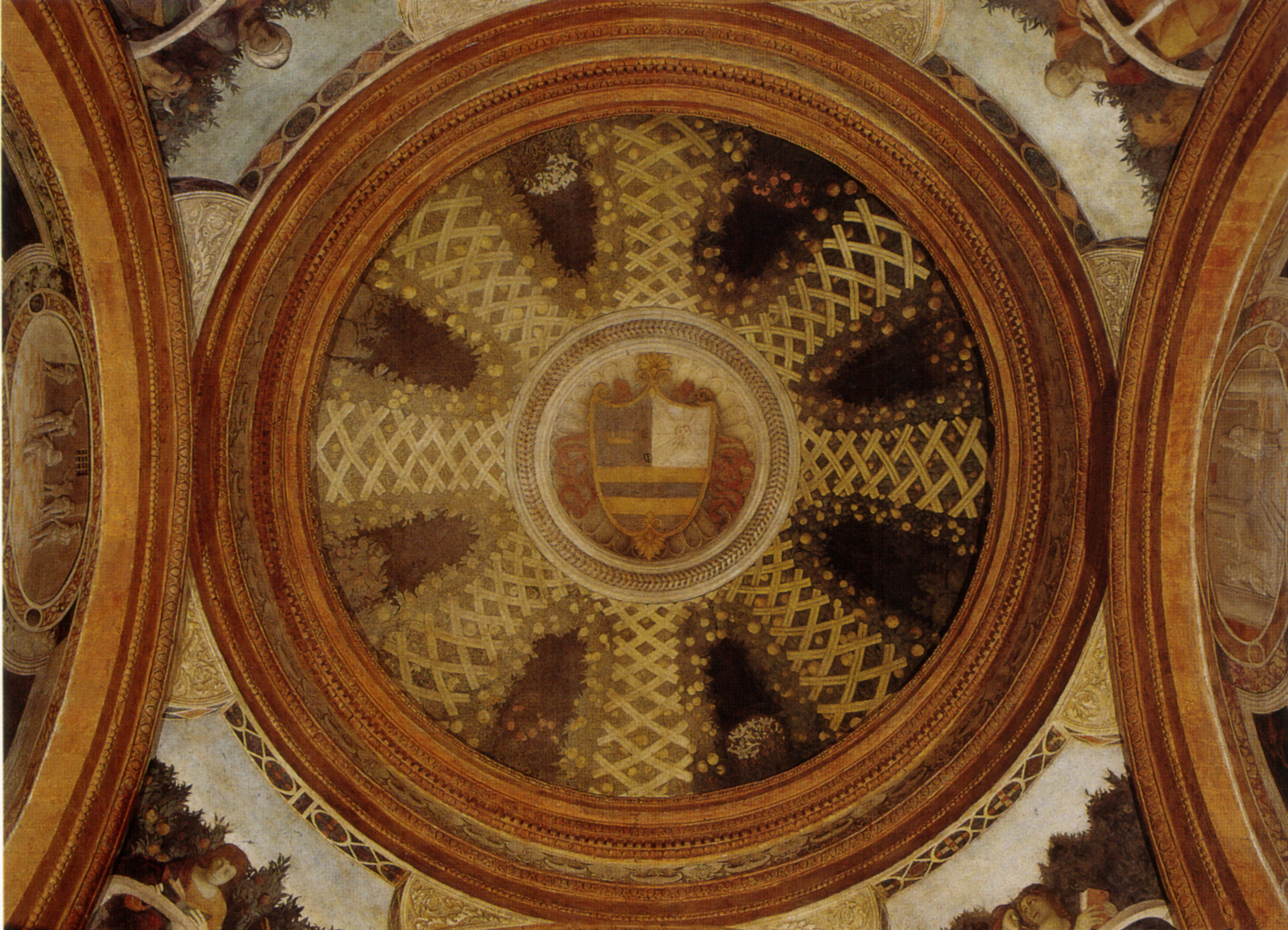
Cupola con stemma di Mantegna
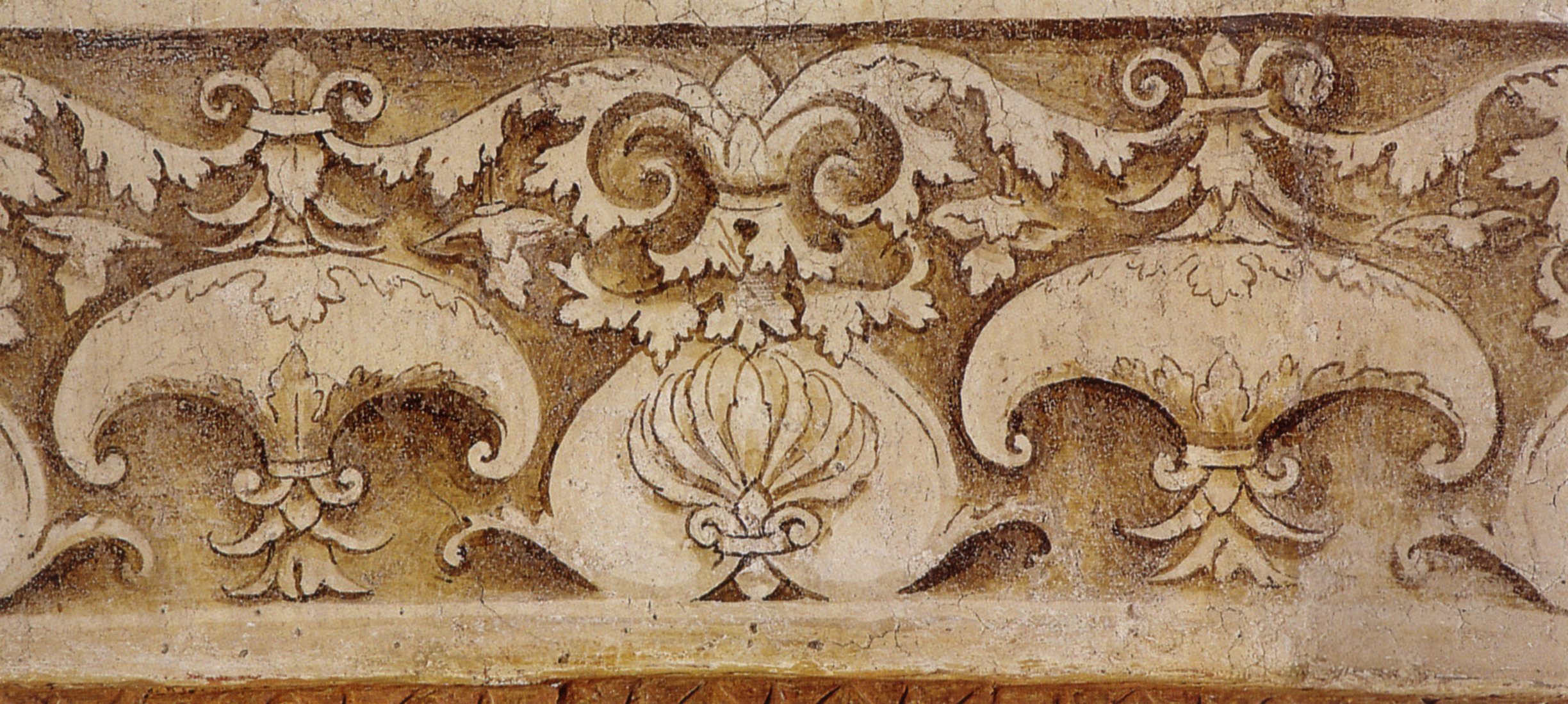
Dettaglio del fregio
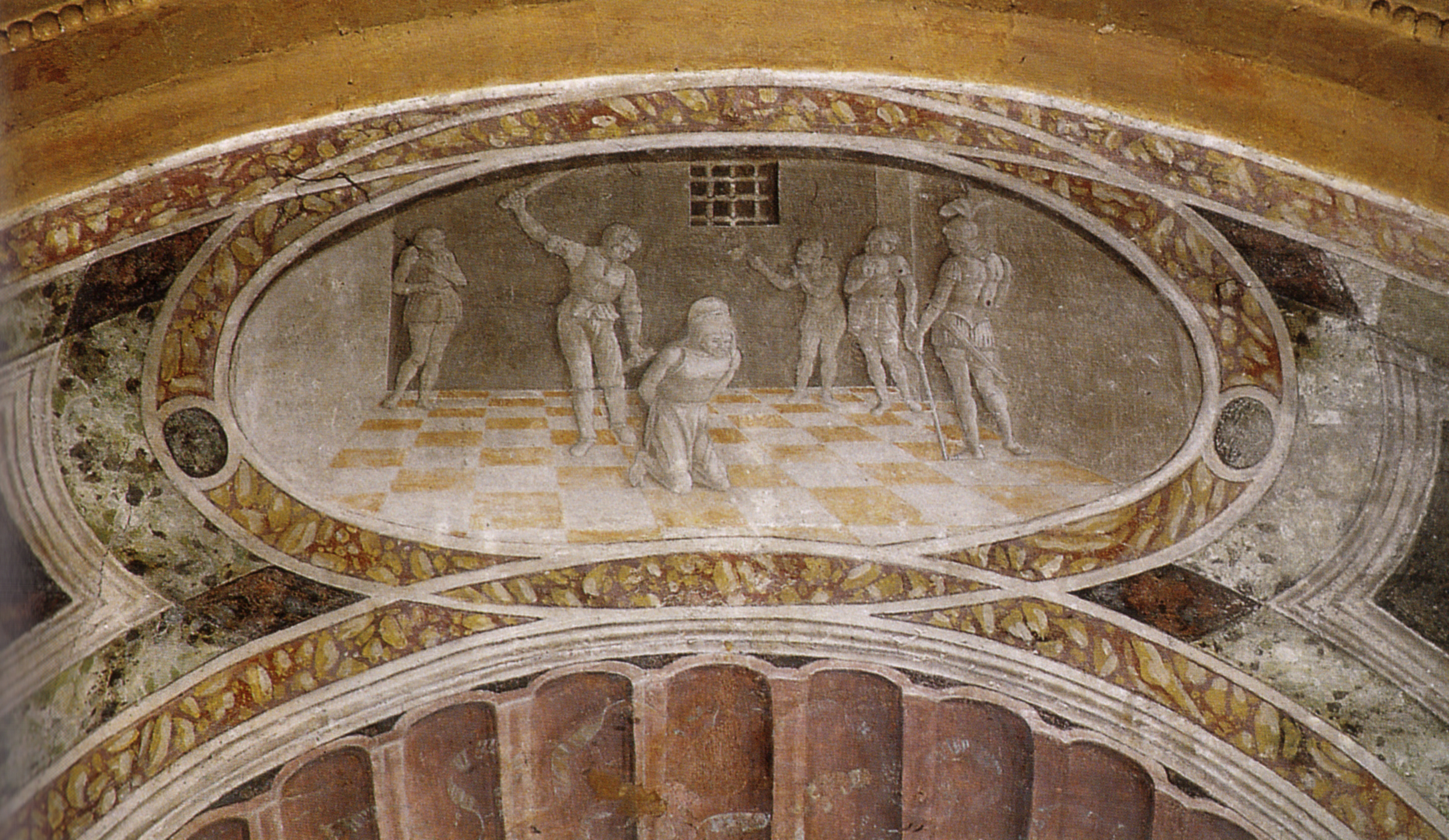
Correggio, monocromo con la Decollazione del Battista
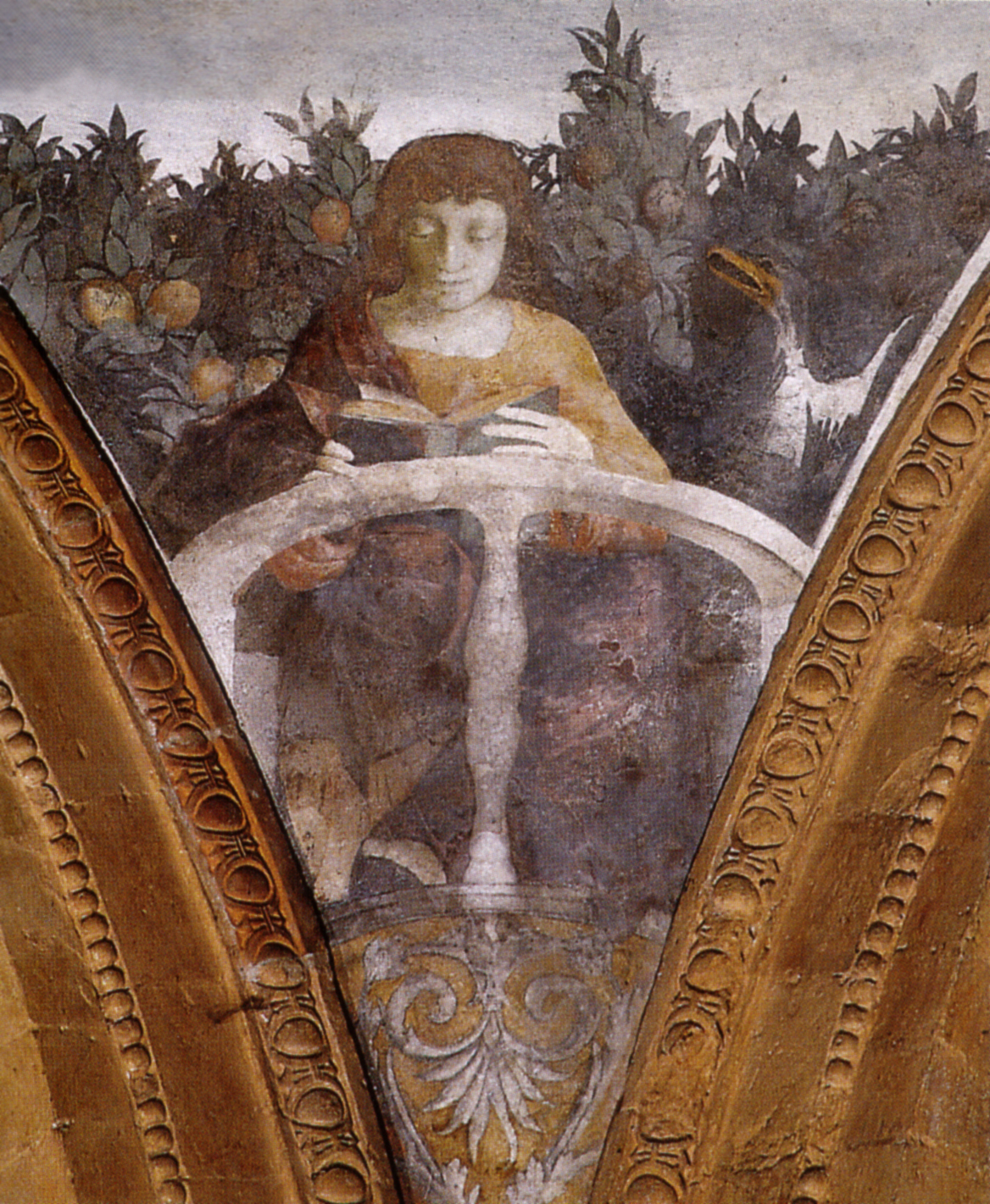
Correggio, Giovanni evangelista e l'aquila
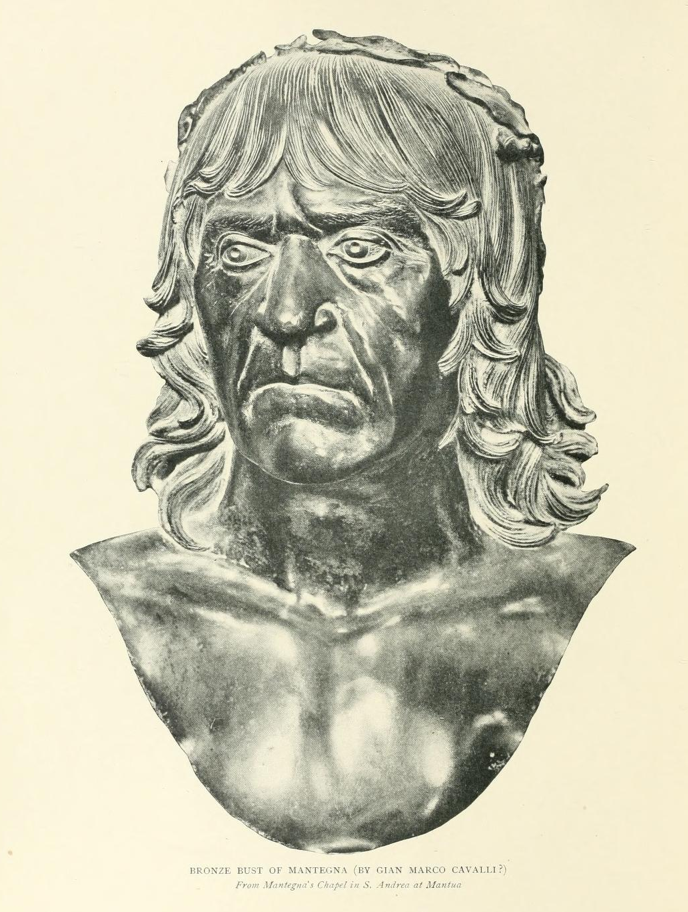
Gian Marco Cavalli (attribuzione), Andrea Mantegna, busto in bronzo, Cappella Mantegna